# Asociația Aromânilor Francezi Trâ Armânami
Asociația Aromânilor Francezi Trâ Armânami (în aromână Sutsata Armânjiloru ditu Frantsa Trâ Armânami ditu Frantsa Trâ Armânami; în franceză Association des Français Aroumains Trâ Armânami, AFA; în trã Armãnami (care înseamnă „pentru aromâni”)) este o organizație culturală aromână din Franța, cu sediul la Paris. A fost fondată în 1978 de Iancu Perifan.
AFA s-a implicat la scurt timp după înființare în eforturile care se desfășurau la acea vreme în Europa pentru apărarea drepturilor cuvenite aromânilor. În special, organizația a fost implicată în emiterea Recomandării 1333 (1997) a Consiliului Europei privind drepturile minorității aromâne. AFA publică revista în limba aromână Trâ Armânami („Pentru aromâni”), iar site-ul său oficial, armanami.org, este un site aromân important pe internet. AFA a inaugurat Biblioteca Aromână NC Batzaria în 2016 la Paris.

## Istorie și activități

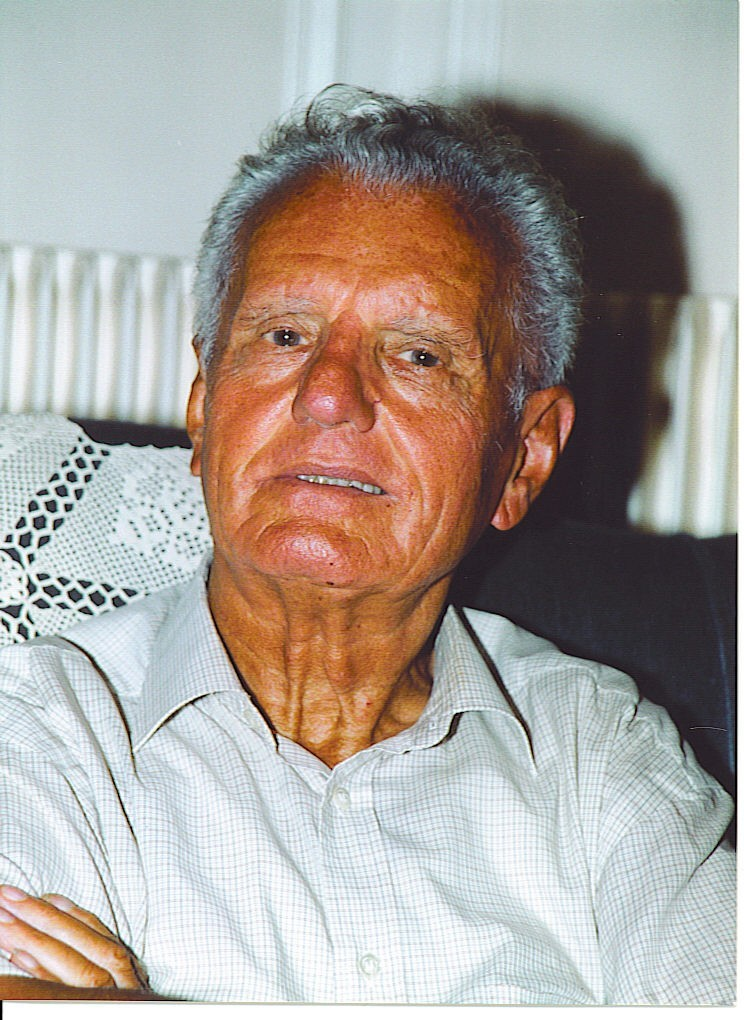
Iancu Perifan, fondator și primul președinte al Asociației Aromânilor Francezi Trâ Armânami

Asociația Aromânilor Francezi Trâ Armânami a fost fondată în 1978 de Iancu Perifan. Sediul central se află la adresa 73, rue Galande, 75005, în Paris, Franța. AFA publică revista Trâ Armânami („Pentru aromâni ”), redactată complet în limba aromână. Perifan a susținut că aromânii sunt un grup etnic separat de români, care vorbesc o limbă diferită de limba română. El considera că aromânii ar trebui recunoscuți ca o minoritate națională în România, descriindu-i chiar pe aromânii din România ca fiind „în exil”. Născut pe 24 martie 1923, Perifan a murit pe 1 noiembrie 2019, la vârsta de 96 de ani, la Paris.
După înființare, AFA s-a implicat rapid în eforturile care aveau loc în Europa la acea vreme pentru recunoașterea drepturilor cuvenite aromânilor. În 1980, asociația a trimis un document despre aromâni, realizat de profesorul aromân Vasile Barba⁠(bg)[traduceți] intitulat Une nation européenne sans droits nationaux („O națiune europeană fără drepturi naționale”) la Conferința pentru Securitate și Cooperare în Europa (CSCE) care a avut loc în acel an la Madrid, Spania. AFA a fost din nou implicată în prezentarea unui alt document la o conferință internațională de la Strasbourg, Franța. În plus, AFA, împreună cu Uniunea pentru Limba și Cultura Aromână (ULCA) condusă de Barba, a sprijinit în mod constant redactarea lui esRaportul prezentat Adunării Parlamentare a Consiliului Europei (APCE); în urma prezentării sale, APCE a adoptat Recomandarea 1333 (1997), o recomandare a Consiliului Europei privind drepturile minorităților aromâne, în 1997.
În 2004, AFA a solicitat ca aromânii să fie identificați în Recomandarea 1333 (1997) drept makedonarmâni, combinând etnonimele „aromân” și „macedonean” pe care unii aromâni le folosesc alternativ, într-o cerere adresată Consiliului Europei care nu a primit niciun răspuns. Aceasta deoarece AFA a considerat că numărul persoanelor care s-au declarat aromâne în recensămintele din 2002 din Macedonia de Nord și România, aceasta din urmă permițând oamenilor să se declare etnici macedoneni pentru prima dată în țară, era prea mic și neconform cu realitatea. Conform AFA, populația aromânilor este de 1.500.000 de locuitori, o estimare deosebit de mare.
AFA și președintele său, Perifan, s-au numărat printre principalii sponsori ai primului film în limba aromână , „Nu sunt faimos, dar sunt aromân” (2013), regizat de Toma Enache. Asociația a contribuit la organizarea premierei filmului în Franța, care a avut loc la Paris în 2014.  Mai mult, la 10 aprilie 2016, AFA a inaugurat oficial Biblioteca Aromână NC Batzaria (Vivliutikeia Armãneascã N. C. Batzaria), numită după activistul cultural aromân Nicolae Constantin Batzaria, din Paris. Fondată inițial în 2015 de Nicolas Trifon și Niculaki Caracota, biblioteca prezintă cărți donate de Trifon, Caracota, familia Kirei Mantsu și alți aromâni care locuiesc la Paris.
Site-ul web al AFA, armanami.org, este un portal aromân important pe internet și singurul site web pentru aromâni exclusiv în limba aromână din 2005. A fost lansat în 1999. Site-ul web prezintă prima pagină de știri aromâne online și are o secțiune dedicată culturii aromâne, care conține un curs de scriere și versurile mai multor cântece aromâne. În plus, site-ul web conține fragmente din revistele Zborlu a nostru („Cuvântul nostru”) și Bana Armânească („Viața aromână”). Societatea Farsharotu, o organizație culturală aromână din Statele Unite, a numit-o „un site extrem de revigorant și informativ!”. Începând cu 2005, webmasterul site-ului web era Nelu Puznava, membru al organizației. Trifon a fost editor al site-ului web. Împreună, au primit și au aprobat noile articole ale site-ului web. Caracota, menționat anterior, a fost, de asemenea, un membru important al asociației, numărându-se printre figurile sale de frunte începând cu 2011.